# Isonitrile

Allgemeine Struktur von Isocyaniden (R = Organyl-Rest)

Isonitrile (ältere Benennung), bzw. Isocyanide (IUPAC-konformer Name), sind organisch-chemische Verbindungen der allgemeinen Struktur R-N≡C, wobei R ein kohlenstoffhaltiger Rest ist, wie ein Alkyl- oder Arylrest. Der Name leitet sich von den isomeren Nitrilen ab. Eine weitere veraltete Bezeichnung ist „Carbylamine“.
Vertreter der Stoffgruppe wurden erstmals 1866 von Armand Gautier synthetisiert und isoliert.

## Herstellung
Isonitrile entstehen in einer von August Wilhelm von Hofmann entdeckten Reaktion aus primären Aminen durch Umsetzung mit Chloroform und Alkali. Sie bilden sich auch bei der Reaktion von Halogenalkanen mit Silbercyanid als Nebenprodukte der Kolbe-Nitrilsynthese. Bevorzugt werden Isonitrile aus den Formamiden primärer Amine durch Wasserabspaltung mit Phosphoroxychlorid oder p-Toluolsulfonsäurechlorid hergestellt.
Die Bildung von Isonitrilen mit Chloroform und Kalilauge kann als Nachweis für primäre Amine verwendet werden; die Isonitrile sind leicht an ihrem äußerst unangenehmen Geruch erkennbar.

## Eigenschaften
Isonitrile sind übelriechende, reaktive und giftige Stoffe. Sie sind isoster mit Kohlenstoffmonoxid und daher gute Komplexliganden. Die Hydrolyse von Isonitrilen ergibt Ameisensäure und primäre Amine.

## Verwendung
Isonitrile sind ein Schlüsseledukt in zahlreichen Multikomponenten-Reaktionen, etwa in der Passerini-Reaktion, der Ugi-Reaktion und deren Varianten.